# Аудоин
Аудоин (546-565) је био лангобардски краљ. Наследио је Валтарија, мада није познато у каквом је био сродству са њим. За време његове владавине Лангобарди су дошли на подручје данашње Паноније. То је било када су често водили ратове са суседним племеном Гепида. У борбама са Гепидима се нарочито истако краљев син Албоин, будући лангобардски краљ. Након победе Лангобарда, већи број војника је саветовао краља Аудоина да постави свог сина за вођу и да му дозволи да седи поред њега за витешком трпезом како то доликује обичајима. Међутим, Аудоин је против овога иступио и рекао да једино краљ има право да одлучује, а не његови војници. Ово је поразило Албоина који одлази на двор гепидског краља и кује заверу против свога оца.
За време владавине Аудоина, Бенедикт из Нурсије је написао прву регулу (правила понашања и манастирског живота) за монахе манастира Монте Касино који је основао 529. Аудоин је био ожењен Роделиндом, која му је и родила сина Албоина који ће по његовој смрти заузети престо.